# Factor 5
Factor 5 — бывшая компания по разработке и изданию видеоигр. Factor 5 GmbH была основана в Кёльне в 1987 году пятью бывшими сотрудниками компании Rainbow Arts.
Для поддержки тесных связей с американскими партнёрами (такими как LucasArts), в мае 1996 года компания открыла американское подразделение — Factor 5, Inc., и в том же году ядро команды разработки было перемещено в Сан-Рафел (Калифорния). Джулиан Эггебрехт (Julian Eggebrecht), один из пяти основателей компании, стал директором американского подразделения.
Американское подразделение было закрыто в 2009 году, вскоре после закрытия компании Brash Entertainment, с которой было заключено множество контрактов. Германский офис, возглавляемый Achim Moller, продолжал работать, поскольку не был связан с делами североамериканской компании.
Тем не менее, в 2011 году Моллер ликвидировал Factor 5 GmbH, все лицензии перешли к «Eggebrecht, Engel, Schmidt GbR».

## Игры

### Factor 5 GmbH

#### Amiga
- 1988: Katakis
- 1989: R-Type
- 1990: Turrican
- 1990: Masterblazer (только заставка)
- 1991: Turrican II: The Final Fight
- 1991: The Adventures of Quik & Silva (под псевдонимом New Bits on the RAM)
- 1992: Metal Law (под псевдонимом New Bits on the RAM)
- 1992: Tony and Friends in Kellog's Land
- 1992: BC Kid
- 1993: Turrican 3 (conversion program by Neon Studios)

#### Atari ST
- 1990: Turrican
- 1991: Turrican II: The Final Fight
- 1991: The Adventures of Quik & Silva (под псевдонимом New Bits on the RAM; порт версии для Amiga)

#### Super Nintendo Entertainment System
- 1993: Super Turrican
- 1994: Indiana Jones' Greatest Adventures
- 1995: Super Turrican 2

#### Sega Mega Drive/Genesis
- 1993: Mega Turrican (выпущена в 1994)
- 1994: Mega Bomberman 8-players (неопубликованное демо)
- 1995: Indiana Jones' Greatest Adventures (неопубликовано)
- 1996: International Superstar Soccer Deluxe

#### Game Boy
- 1994: Contra: The Alien Wars
- 1995: Animaniacs

#### PC
- 1994: Tony & Friends in Kellogg's Land[2]

#### PlayStation
- 1996: Star Wars: Rebel Assault II: The Hidden Empire
- 1996: Ballblazer Champions

### Factor 5, Inc

#### Nintendo 64
- 1998: Star Wars: Rogue Squadron
- 1999: Resident Evil 2 (технология сжатия звука)
- 1999: Elmo's Letter Adventure (технология сжатия звука)
- 2000: San Francisco Rush 2049 (технология сжатия звука)
- 2000: Star Wars: Battle for Naboo
- 2000: Indiana Jones and the Infernal Machine
- 2000: Pokémon Stadium (технология сжатия звука)

#### PC
- 1999: Star Wars: Rogue Squadron 3D
- 2001: Star Wars: Battle for Naboo

#### Nintendo GameCube
- 2001: Star Wars Rogue Squadron II: Rogue Leader
- 2003: Star Wars Rogue Squadron III: Rebel Strike

#### PlayStation 3
- 2007: Lair

#### Незавершённые игры
- Animal Wars (PS3)[3]
- Fear Factor Unleashed (PS2, Xbox)[4]
- Untitled Flight Project (Wii)[5]
- «Icarus» продолжение Kid Icarus (Wii)[6]
- Rogue Leaders for LucasArts (завершена но не выпущена) (Wii)[7]
- Superman (PS3, Xbox 360)[8]
- Thornado (N64)[9]
- Thornado (GameCube)[10]
- Turrican: Cyclone (PS3)[11]
- Universal Soldier порт Turrican (snes)[12]
- Virus (PS3)[3]

## Технологии
- MusyX: Dolby Sound Tools — для Nintendo 64, Nintendo GameCube, Game Boy Color, Game Boy Advance[13]
- DivX For Games SDK — для Nintendo GameCube